# Нагорный, Сергей Викторович
Сергей Викторович Нагорный (8 декабря 1956, Хмельницкий, Украинская ССР, СССР) — советский украинский спортсмен (гребля на байдарках), олимпийский чемпион (1976), заслуженный мастер спорта СССР (1976).

## Спортивная карьера
- Олимпийский чемпион 1976 на байдарке-двойке (с В. Романовским) на дистанции 1000 м
- Серебряный призёр Олимпийских игр 1976 (байдарка-двойка; 500 м)
- Участник Олимпийских игр 1980 — 7 место (байдарка-четвёрка; 1000 м)
- Бронзовый призёр чемпионатов мира: 1977 (байдарка-двойка; 1000 м), 1979 (байдарка-четвёрка; 1000 м)
- 5-кратный чемпион СССР 1976 — 1980 годов на разных дистанциях в составе различных экипажей

## Прочее
В августе 2014 года Нагорный и олимпийская чемпионка 2004 года по борьбе Ирина Мерлени выставили на аукцион некоторые свои награды, чтобы поддержать бойцов, раненых во время антитеррористической операции на востоке Украины.

## Награды
- Орден Дружбы народов